# Hirschfeld (Thüringen)

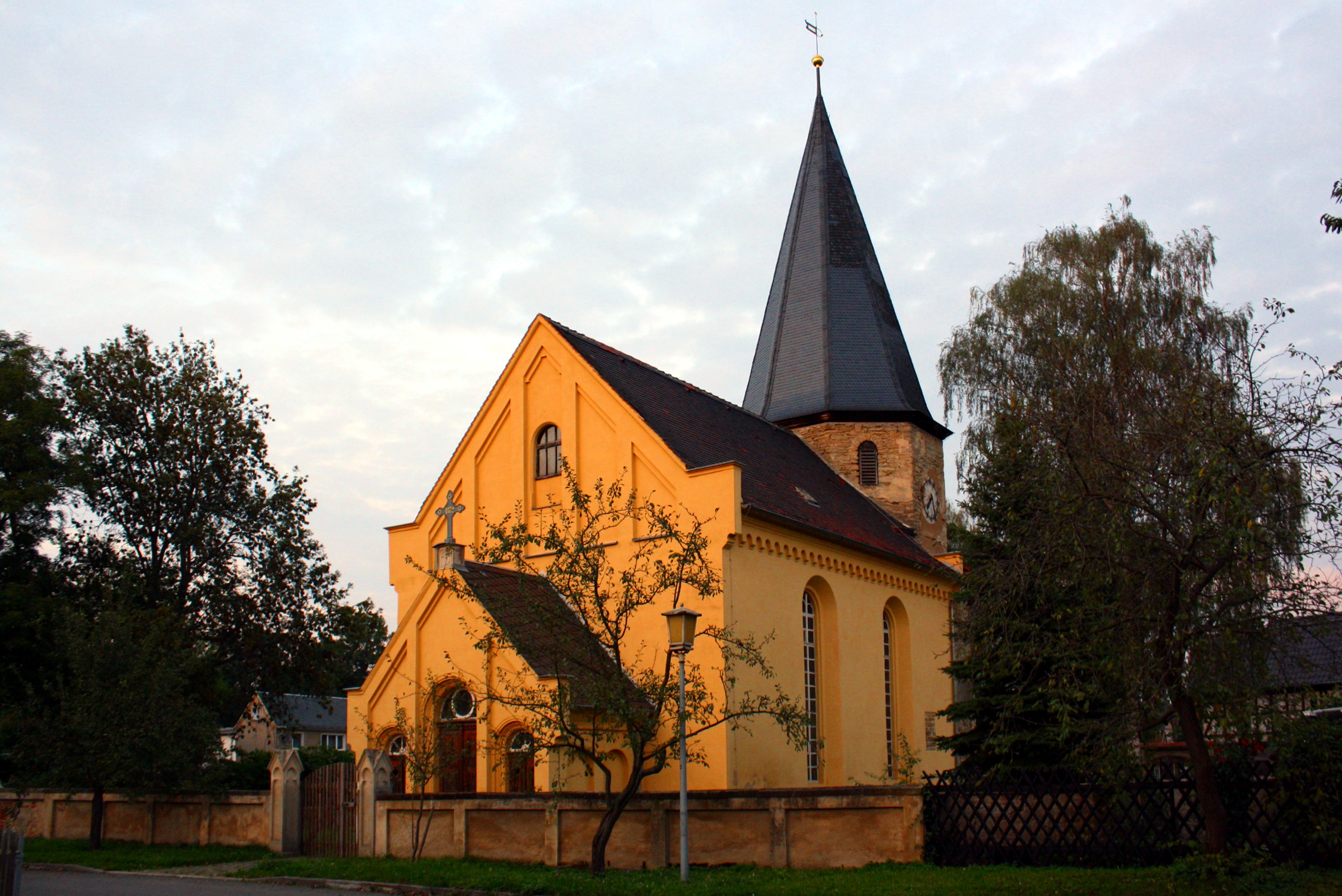
Dorfkirche von Hirschfeld

Die thüringische Gemeinde Hirschfeld liegt im Landkreis Greiz und gehört zur Verwaltungsgemeinschaft Am Brahmetal.

## Lage
Hirschfeld liegt am Südwestrand des Altenburg-Zeitzer-Lösshügellandes in einem ausgedehnten Ackerbaugebiet. Durch den Ort fließt die Weiße Schnauder.

### Nachbargemeinden
Angrenzende Gemeinden sind Bethenhausen, Brahmenau und Pölzig im Landkreis Greiz sowie die kreisfreie Stadt Gera.

## Geschichte
Das Dorf wurde 1241 erstmals urkundlich erwähnt. Hirschfeld war bis 1922 in einen sachsen-altenburgischen und einen reußischen Anteil geteilt.

### Hirschfeld (altenburgischer Anteil)
Hirschfeld (altenburgischer Anteil) lag im äußersten Südwesten des wettinischen Amts Altenburg, welches ab dem 16. Jahrhundert aufgrund mehrerer Teilungen im Lauf seines Bestehens unter der Hoheit folgender Ernestinischer Herzogtümer stand: Herzogtum Sachsen (1554 bis 1572), Herzogtum Sachsen-Weimar (1572 bis 1603), Herzogtum Sachsen-Altenburg (1603 bis 1672), Herzogtum Sachsen-Gotha-Altenburg (1672 bis 1826). Bei der Neuordnung der Ernestinischen Herzogtümer im Jahr 1826 kam der Ort wiederum zum Herzogtum Sachsen-Altenburg. 
Nach der Verwaltungsreform im Herzogtum gehörte Hirschfeld (altenburgischer Anteil) bezüglich der Verwaltung zum Ostkreis (bis 1900) bzw. zum Landratsamt Ronneburg (ab 1900). Hirschfeld (altenburgischer Anteil) gehörte ab 1918 zum Freistaat Sachsen-Altenburg.

### Hirschfeld (reußischer Anteil)
Hirschfeld (reußischer Anteil) lag im Nordosten des Amts Gera der Herrschaft Gera, die zur jüngeren Linie des Hauses Reuß gehörte. Mit dem Aussterben der Geraer Dynastie im Jahr 1802 wurde die ehemalige Herrschaft Gera von den drei verbleibenden regierenden (souveränen) Zweigen der jüngeren Linie Schleiz, Lobenstein und Ebersdorf bis zum 1. Oktober 1848 gemeinsam verwaltet.
Mit der Vereinigung der gesamten Territorien der jüngeren Linie und der darauf folgenden Gründung des Fürstentums Reuß jüngerer Linie am 1. Oktober 1848 ging die bis dahin noch formell existierende Geraer Herrschaft im neu gegründeten Fürstentum auf. Nach der Verwaltungsreform im neu gegründeten Fürstentum wurde Hirschfeld (reußischer Anteil) im Jahr 1852 dem Landratsamt Gera zugeteilt. Hirschfeld (reußischer Anteil) gehörte ab 1918 zum Freistaat Reuß jüngerer Linie, der sich aber schon 1919 mit dem Freistaat Reuß älterer Linie zum Volksstaat Reuß mit der Hauptstadt Gera vereinigte. Durch die Bestimmungen des Vereinigungsgesetzes wurden drei Bezirksverbände eingerichtet, wodurch Hirschfeld (reußischer Anteil) dem Bezirksverband Gera zugeteilt wurde. 

### Geschichte des vereinigten Orts Hirschfeld
Mit der Bildung des Landes Thüringen und der damit einhergehenden Auflösung des Freistaats Sachsen-Altenburg bzw. des Volksstaats Reuß gehörten Hirschfeld (altenburgischer Anteil) und Hirschfeld (reußischer Anteil) nun zum gleichen deutschen Land. Die politische Vereinigung des altenburgischen und des reußischen Anteils zur Gemeinde Hirschfeld im Landkreis Gera erfolgte durch die Gebietsreform im Land Thüringen am 1. Oktober 1922. Während des Zweiten Weltkrieges mussten 67 Kriegsgefangene und Zwangsarbeiter in der Landwirtschaft arbeiten.
Bei der zweiten Kreisreform in der DDR wurden im Juli 1952 die bestehenden Länder aufgelöst und die Landkreise neu zugeschnitten. Somit kam die Gemeinde Hirschfeld zum Kreis Gera-Land im Bezirk Gera, der seit 1990 als Landkreis Gera zu Thüringen gehörte und bei der thüringischen Kreisreform 1994 im Landkreis Greiz aufging.
Ehemals existierten südlich von Hirschfeld zwei Windmühlen, die auf einer Wanderkarte von 2013 noch als Mühle und als Turm verzeichnet sind:
- westlich der Straße nach Bethenhausen die Caasener Mühle, nahe beim Ort Caasen, verzeichnet als Turm
- östlich der Straße nach Bethenhausen die Hirschfelder Mühle, bezeichnet als Windmühle

Beide Mühlenareale sind Privatbesitz. Das Areal der Caasener Mühle ist offenbar eine ältere Industrieanlage. Es ist nicht ersichtlich, ob von beiden Mühlen Teile erhalten sind (Stand 2023).

### Einwohnerentwicklung
Entwicklung der Einwohnerzahl (31. Dezember oder 30. Juni):
| - 1994: 130 - 1995: 126 - 1996: 128 - 1997: 146 - 1998: 140 - 1999: 149 | - 2000: 139 - 2001: 148 - 2002: 147 - 2003: 141 - 2004: 144 - 2005: 142 | - 2006: 141 - 2007: 137 - 2008: 131 - 2009: 126 - 2010: 130 - 2011: 127 | - 2012: 121 - 2013: 114 - 2014: 117 - 2015: 114 - 2016: 107 - 2017: 110 | - 2018: 109 - 2019: 113 - 2020: 115 - 2021: 105 - 2022: 102 - 2023: 096 |

Datenquelle: Thüringer Landesamt für Statistik

## Verkehr und Infrastruktur

### Wasserver- und Abwasserentsorgung
Die Gemeinde Hirschfeld ist Mitglied im Zweckverband Wasser / Abwasser Mittleres Elstertal. Dieser übernimmt für die Gemeinde die Trinkwasserversorgung und Abwasserentsorgung.

## Religion
29 % der Einwohner von Hirschfeld sind evangelisch; Katholiken wurden beim Zensus 2011 nicht festgestellt. Die Kirchengemeinde Hirschfeld gehört zum Pfarramt Pölzig im Kirchenkreis Gera der Evangelischen Kirche in Mitteldeutschland. Die in Teilen noch romanische Saalkirche wurde im Äußeren 1872 neuromanisch überformt.

## Politik
Bürgermeister ist seit der Wahl am 6. Juni 2010 erneut Ingo Giebner von der Wählergemeinschaft Hirschfeld. Er wurde mit 74,6 % der gültigen Stimmen bei einer Wahlbeteiligung von 61,8 % im Amt bestätigt.
Die sechs Mitglieder des Gemeinderates wurden bei der Kommunalwahl am 25. Mai 2014 in einer Mehrheitswahl bestimmt. Die Wahlbeteiligung lag bei 74,7 % (+ 10,7 %p).

## In Hirschfeld geborene Persönlichkeit
- Lutz Heyder (1950–2000), Maler und Grafiker